# Nyctophilus howensis
Nyctophilus howensis (McKean, 1975) è un pipistrello della famiglia dei vespertilionidi endemico dell'Isola di Lord Howe, in Australia.

## Descrizione
Considerate le dimensioni craniche, dovrebbe trattarsi della più  grossa specie del genere Nyctophilus.

## Biologia

### Comportamento
I resti sono stati rinvenuti in un ripiano roccioso su di una parete di una grotta. Potrebbe trattarsi di resti di una predazione da parte di un rapace notturno.

## Distribuzione e habitat
Questa specie è conosciuta soltanto attraverso un cranio rinvenuto sull'isola di Lord Howe, lungo le coste orientali dell'Australia.

## Conservazione
La IUCN Red List, considerato che questa specie è conosciuta soltanto attraverso un cranio rinvenuto nel 1972 e che successive spedizioni non sono state in grado di osservarla, classifica N. howensis come specie in grave pericolo (CR). I residenti dell'isola continuano a riportare la presenza di due differenti forme di pipistrelli di dimensioni diverse e poiché esiste soltanto un'altra forma conosciuta residente, potrebbe allora non essere definitivamente estinta.